# Юлия Шигмонд
Юлия Шигмонд (на унгарски: Júlia Sigmond) е румънска актриса, писателка, преводачка и есперантистка, етническа унгарка.

## Биография
Родена е в Турда, Румъния на 11 юли 1929 г. Сестра е на унгарско-румънския писател и поет Ищван Шигмонд (István Sigmond; 1936, Турда – 2014, Клуж Напока). Завършва женската гимназия в Клуж Напока през 1949 г.
Започва работа като редактор през 1950 г. Работи като кукловодка в кукления театър в Клуж Напока от 1959 до 1984 г. Омъжва се (на 80 години) за италианския есперантски писател Филипо Франчески (Filippo Franceschi; 1932 – 2020), с псевдоним Сен Роден (Sen Rodin), през 2009 г.
Става есперантистка през 1956 г., многократно участва в международни конгреси и срещи на есперантисти. Главен редактор е на есперантското списание „Базаро“ (Bazaro) и международния вестник „Монато“ (Monato), издаван в Белгия. Пише, превежда, публикува произведения на есперанто, получава награда за разказа „Mi ne estas Mona Lisa“ в областта на фантастиката през 2000 г. Организира конкурс за изобразително изкуство на 85-ия световен конгрес на есперантистите в Тел Авив през 2005 г.
Заразена със съпруга си от КОВИД, умира 4 дни преди него в Пиаченца, Италия на 23 март 2020 г.

## Творчество
Сред по-известните ѝ работи са:
- 2001 – Mi ne estas Mona Lisa
- 2008 – Kiam mi estis la plej feliĉa en la vivo?
- 2009 – Novaj fabeloj pri Ursido Pu kaj Porketo
- 2011 – Nomoj kaj sortoj
- 2013 – Dialogo
- 2013 – Libazar' kaj Tero[2]
- 2015 – Kvodlibeto
- 2016 – Kvin geamikoj
- 2017 – Fronto aŭ dorsko
- 2017 – Doloro
- 2018 – Steĉjo-Fabeloj